# Mycroft (software)
Mycroft es un asistente virtual y navegador de conocimientos de software libre y de código abierto para sistemas operativos basados en Linux que usa el lenguaje natural para recibir las órdenes a ejecutar. Se dice que es, a nivel mundial, el primer asistente de IA de fuentes completamente abiertas.

## Historia
La inspiración para la creación de Mycroft vino cuando Ryan Sipes y Joshua Montgomery estaban visitando la zona industrial de Kansas City (EE. UU.), en donde se toparon con un sencillo proyecto de asistente digital inteligente. A ellos les gustó la tecnología pero no les disgustaba su poca flexibilidad. Mycroft fue parte de la clase Sprint Accelerator de 2016 en Kansas City y se unió a la versión 20 de 500 Startups en febrero de 2017. La compañía aceptó una inversión estratégica de Jaguar Land Rover durante el mismo periodo. Se le bautizó en honor al nombre de la computadora ficticia de la novela ciencia ficción de La Luna es una cruel amante.

## Estructura
Mycroft usa el analizador sintáctico llamado Adapt para convertir el lenguaje natural a estructuras de datos procesables por la computadora. Para síntesis de voz Mycroft usa Mimic, que se basa en
el sistema Festival Lite. Mycroft está diseñado para ser modular, así los usuarios pueden cambiar sus componentes. Por ejemplo, espeak puede ser usado en lugar de Mimic.